# Гай Кальпурний Бибул
Гай Кальпу́рний Би́бул (лат. Gaius Calpurnius Bibulus; умер после 22 года) — римский политический деятель из плебейского рода Кальпурниев Бибулов, эдил 22 года. Упоминается только в одном источнике — в «Анналах» Корнелия Тацита. Во время своего эдилитета обратил внимание на необоснованный рост цен на продукты в столице. Другие эдилы поддержали Бибула, и затем вопрос был передан на рассмотрение императора Тиберия. О дальнейшей судьбе Гая Кальпурния ничего не известно.